# Palacio Rohan (Estrasburgo)
El palacio Rohan (en francés: Palais Rohan) en Estrasburgo es la antigua residencia de los príncipes-obispos y cardenales de la Casa de Rohan, una antigua familia noble francesa originaria de Bretaña. Es un importante hito arquitectónico, histórico y cultural de la ciudad. Fue construido al lado de la catedral de Estrasburgo en la década de 1730, a partir de los diseños de Robert de Cotte, y es considerado una obra maestra de la arquitectura tardo-barroca francesa. Desde su finalización en 1742, el palacio ha alojado a varios monarcas franceses como Luis XV, María Antonieta, Napoleón, Carlos X, Luis Felipe I o Napoléon III.
Reflejo de la historia de Estrasburgo y de Francia, el palacio ha sido sucesivamente propiedad de la nobleza, del ayuntamiento, de la corona, del estado, de la universidad y nuevamente del ayuntamiento. Su concepción arquitectónica y su iconografía tenían la intención de indicar el regreso del catolicismo a la ciudad, que había estado dominada por el protestantismo durante los dos siglos anteriores. Así, muchas de las estatuas, relieves y pinturas reflejan el dogma católico.
Desde finales del siglo XIX, el palacio alberga tres de los museos más importantes de Estrasburgo: el Museo Arqueológico (Musée archéologique, en el sótano), el Museo de Artes Decorativas (Musée des arts décoratifs, planta baja) y el Museo de Bellas Artes (Musée des beaux-arts, primer y segundo piso). La galería de arte municipal, Galerie Robert Heitz, en un ala lateral del palacio, se utiliza para exposiciones temporales.
El palacio Rohan fue declarado monumento histórico el 20 de enero de 1920. Asimismo, el palacio está dentro del perímetro de protección de «Estrasburgo, un escenario urbano europeo: de la Gran Isla a la Neustadt», Patrimonio de la Humanidad desde 1988 y ampliado en 2011.

## Origen del nombre actual
El palacio ha tomado el nombre de «palais Rohan» porque cuatro príncipes-obispos de la familia Rohan, se sucedieron en el siglo XVIII en la diócesis de Estrasburgo: 
- 1704-1749: el cardenal Armand Gaston Maximilien de Rohan, llamado «le Grand-Cardinal» (1674-1749);
- 1749-1756: el cardenal Armand de Rohan-Soubise (1717-1756), sobrino-nieto del precedente;
- 1756-1779: el cardenal Louis Constantin de Rohan-Guéméné (1697-1779), primo del primero;
- 1779-1801: el cardenal Louis-René-Édouard de Rohan (1734-1803), sobrino del precedente, comprometido en el asunto del collar de la reina.

## Historia

### Palacio episcopal (sigloXVIII)
El Palais Rohan fue construido en el sitio de la antigua Bischofshof o residencia del obispo cuyo origines remontaban al menos hasta 1262. El área en sí está cerca del corazón de la antigua Argentoratum romana, mencionado por primera vez en el 12 a. C. Diversas excavaciones arqueológicas en la Place du Château, la plaza que da al palacio, han desenterrado muchos restos del campamento romano.
En 1727, Armand Gaston Maximilien de Rohan, obispo de Estrasburgo desde 1704 y cardenal desde 1712, encargó al arquitecto Robert de Cotte el diseño del palacio; de Cotte proporcionó los planos iniciales el mismo año. Siete años antes, en 1720, el cardenal de Rohan ya había encargado a de Cotte las obras de renovación y embellecimiento de su residencia en Saverne, el predecesor del castillo actual. De Cotte también había diseñado previamente el Hôtel du Grand Doyenné, residencias del deán de la catedral y primer hôtel particulier en estilo Luis XV construido en Estrasburgo.

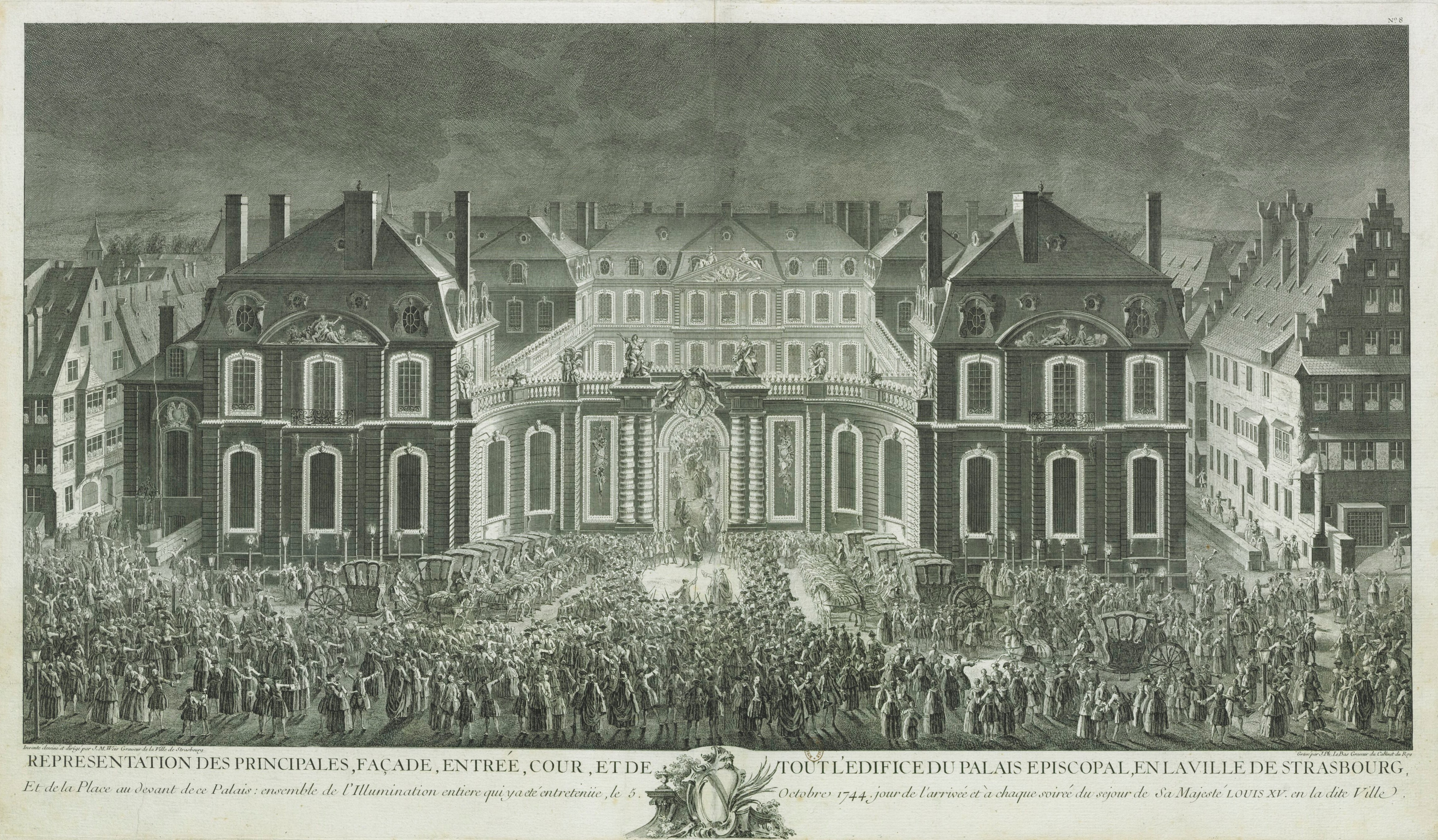
Iluminación del palacio el para la llegada de Luis XV

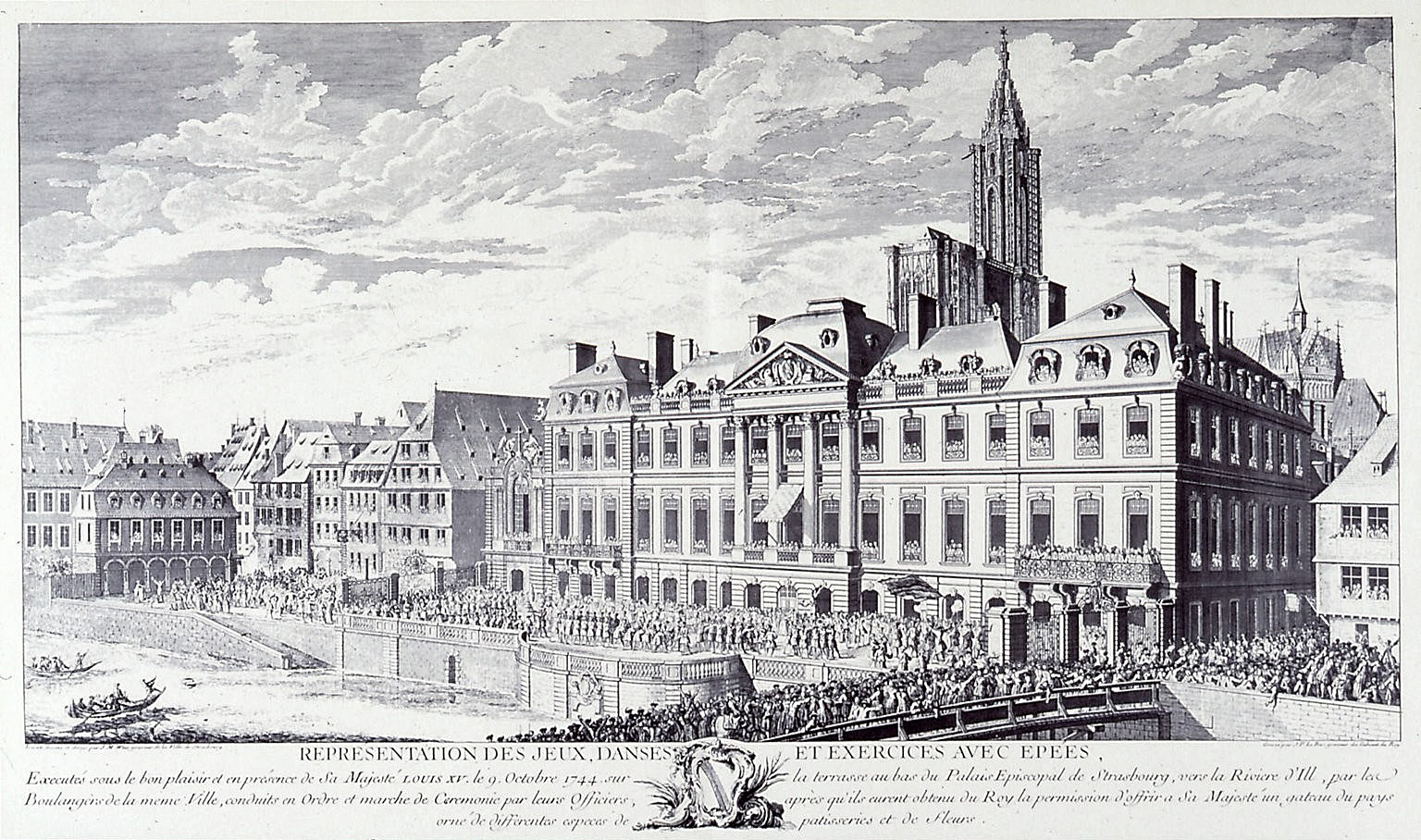
Representación de los juegos, danzas y ejercicios con espadas con ocasión de la visita de Luis XV (1744)

Desde 1704, Armand Gaston había comenzado a comprar varias propiedades cerca de la catedral. En 1727, demolió los viejos edificios en las orillas del Ill como fase previa a la construcción del Palais Rohan, que tuvo lugar desde 1732 hasta 1742. La construcción estuvo bajo la supervisión del arquitecto municipal Joseph Massol, que también había trabajado en el Hôtel de Hanau (actual ayuntamiento) y en el Hôtel de Klinglin (actual prefectura) durante los primeros años del proyecto. Massol fue asistido por los arquitectos Laurent Gourlade y Étienne Le Chevalier. El palacio se construyó en su mayoría en piedra arenisca amarilla de Wasselonne, con arenisca rosa para las partes menos visibles.
Las esculturas, incluidas tanto las estatuas como los relieves, fueron realizadas por Robert Le Lorrain, con la asistencia de Johann August Nahl, Gaspard Pollet y Laurent Leprince. Las pinturas corrieron a cargo de Pierre Ignace Parrocel y Robert de Séry. El ebanista Bernard Kocke y los herreros y cerrajeros Jean-François Agon y su hijo Antoine Agon trabajaron en el acondicionamiento de los apartamentos, mientras que el estuco fue obra de los italianos Castelli y Morsegno.
Se estableció un presupuesto de 344 000 libras francesas para la construcción —200 000 libras prestadas por el capítulo de la catedral (Grand Chapitre) y 144 000 recaudadas como impuestos locales durante un período de doce años—, pero el costo final se estima en un millón de libras francesas.
Tras su finalización, el palacio acogió a miembros de la realeza francesa al menos en tres ocasiones. El rey Luis XV de Francia permaneció en el palacio del 5 al 10 de octubre de 1744. María Josefa de Sajonia, de camino a su boda con el delfín Luis Fernando, pasó dos noches en el palacio del 27 al 29 de enero de 1747. La futura reina María Antonieta hizo lo mismo cuando iba a casarse con el delfín Luis Augusto, la joven archiduquesa pasó en el palacio su primera noche en suelo francés, del 7 al 8 de mayo de 1770.
La Casa de Rohan poseyó el palacio hasta la Revolución Francesa, cuando fue confiscado, declarado bien nacional y finalmente subastado el 8 de agosto de 1791.

### Sede del ayuntamiento (Revolución Francesa)
Comprado por el municipio, se convirtió en el nuevo Hôtel de Ville (ayuntamiento) el mismo año, sucediendo al antiguo Neue Bau situado en la place Gutenberg. Gran parte de los muebles y muchas de las obras de arte del palacio se vendieron y, en 1793, se destruyeron los ocho retratos a tamaño real de los príncipes y obispos que decoraban la Salle des évêques (Salón de los Obispos). Fueron reemplazados en 1796 por alegorías de virtudes cívicas pintadas por Joseph Melling. En 1982, el retrato de Armand Gaston, el constructor del palacio, fue reinstalado en su lugar original, se trataba de una réplica de un retrato hecho por Hyacinthe Rigaud. Melling también reemplazó los retratos de los reyes de Francia de las sobrepuertas, substituyéndolos por pinturas de jarrones.

El 21 de diciembre de 1794, el palacio sirvió de marco para la solemne apertura de la Escuela Imperial del Servicio de salud militar en Estrasburgo. Los cursos se llevaron a cabo en el Palais Rohan y luego se trasladaron a un edificio cercano de la plaza de la Catedral. Después de la derrota de 1870, la escuela fue transferida a Lyon.

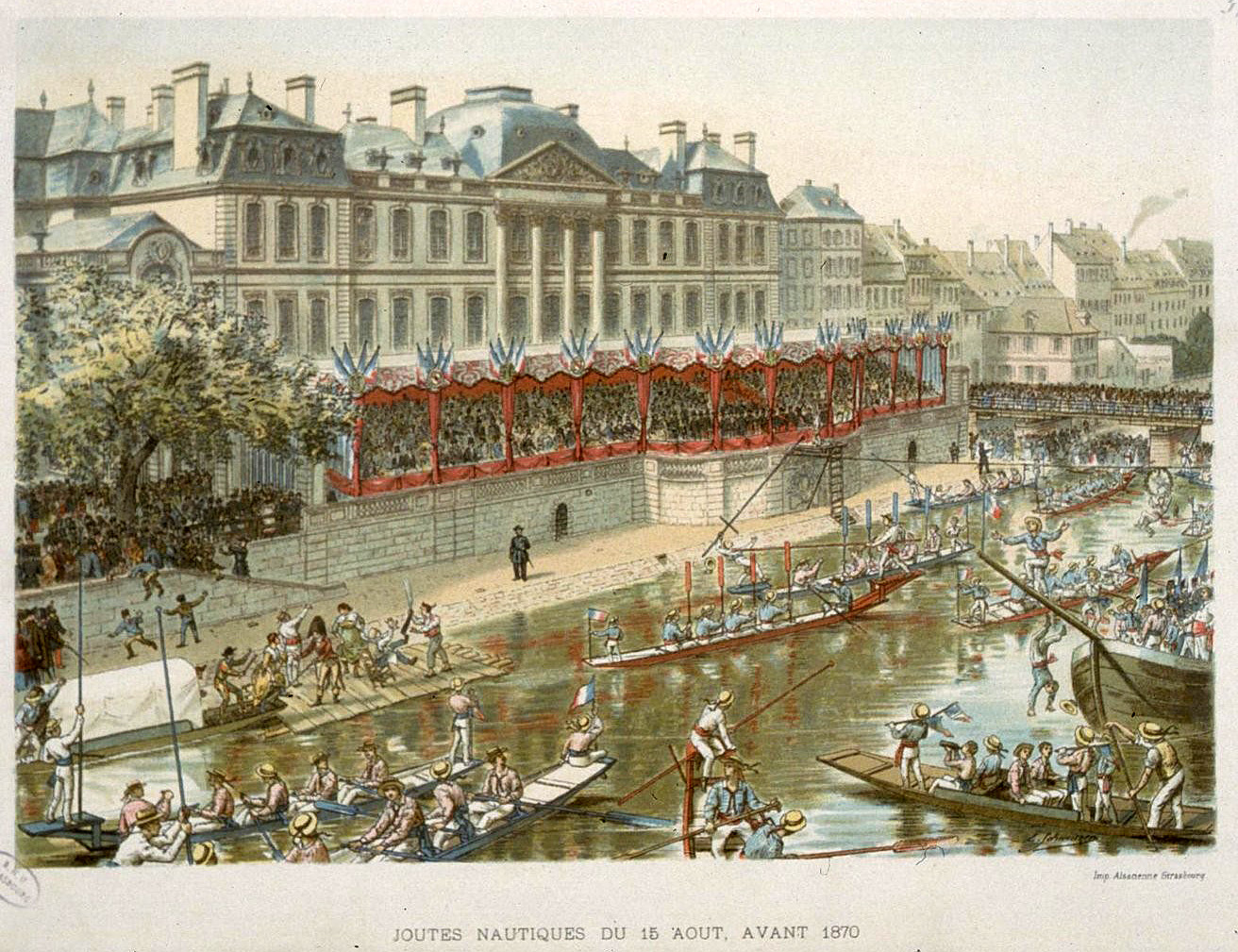
Juegos náuticos del 15 de agosto (antes de 1870)

### Residencia imperial y real (sigloXIX)
El palacio Rohan siguió siendo sede del ayuntamiento hasta 1805. Ese año, la corporación municipal lo presentó a Napoleón a del Hôtel de Hanau. Al igual que el palacio, el hôtel había sido propiedad del estado desde la Revolución. El acuerdo de 1805 resultó favorable para el ayuntamiento: el mantenimiento del Hôtel de Hanau era menos costoso que el del más grande Palais Rohan. El intercambio también complacía a Napoleón, para quien el palacio era la muestra de grandeza más conspicua, no en vano había sido coronado emperador un año antes.
Para el palacio, ser una propiedad imperial significaba un renovado esplendor. El presente a Napoleón fue oficialmente aceptado por un decreto el 21 de enero de 1806 y los interiores fueron luego inmediatamente reacondicionados por el arquitecto Pierre-François-Léonard Fontaine.
En 1805, 1806 y 1809 el emperador Napoleón pasó varias noches en el palacio. Su primera esposa, la emperatriz Josephine, permaneció durante períodos más largos: desde septiembre de 1805 hasta enero de 1806 (Batalla de Austerlitz) y desde mayo hasta julio de 1809 (batallas de Aspern-Essling y de Wagram).
La segunda esposa de Napoleón, la emperatriz María Luisa, pasó sus primeras noches en suelo francés en el palacio, del 22 al 25 de marzo de 1810, como antes ya hicieron María Josefa de Sajonia y María Antonieta de Austria.
El Palais Rohan siguió siendo propiedad de la Corona y residencia de los soberanos en la ciudad durante los siguientes regímenes, ya fueran la Restauración borbónica (1814-1830), la Monarquía de Julio (1830-1848) o el Segundo Imperio (1852-1870). Carlos X se alojó en el palacio el 7 y 8 de septiembre de 1828, y Luis Felipe I del 18 al 21 de junio de 1831.

### Museo alemán (1871-1918)
El año 1871 significó el fin del dominio francés y el comienzo del gobierno alemán sobre Alsacia, que hasta 1681 había estado vinculada a Alemania a través del Sacro Imperio Romano. Tras perder la Guerra franco-prusiana, Francia tuvo que ceder al recién creado Imperio alemán los departamentos de Bas-Rhin, Haut-Rhin y Mosela (territorio también conocido como Alsacia-Lorena, o Elsass-Lothringen en alemán).
Bajo la nueva administración, el Palais Rohan perdió su función residencial. Entre 1872 y 1884, fue utilizado por la recién establecida Kaiser-Wilhelms-Universität, la versión imperial alemana de la Universidad de Estrasburgo. Sirvió como sede de las facultades de derecho, filosofía y ciencias hasta la apertura del Palais universitaire. El palacio sirvió luego como la biblioteca de la universidad hasta la inauguración de la Biblioteca nacional y universitaria en 1895.
A partir de 1895, el palacio volvió a ser propiedad municipal y fue adaptado para alojar al Musée des beaux-arts (Museo de la bellas artes) de la ciudad. Por orden del emperador Guillermo I, el eminente historiador Wilhelm von Bode había empezado en 1889 a reconstruir la colección municipal después de su destrucción total durante el asedio de Estrasburgo (ver abajo, Musée des beaux-arts). Después de la obras de adaptación del segundo piso del palacio, la primera sección del nuevo Kunstmuseum der Stadt Strassburg (establecido en 1898) fue inaugurada en 1899.
A principios del siglo XX, el escultor Jean Désiré Ringel de Illzach utilizó una de las salas del palacio como atelier.

### Museo francés (desde 1918)
Después de la derrota alemana durante la Primera Guerra Mundial, Estrasburgo volvió a pasar a manos francesas y el nuevo director de los museos municipales, Hans Haug (1890–1965), hizo un gran esfuerzo para presentar el Palais Rohan como un todo coherente. Además del Musée des beaux-arts, Hang concentró en el edificio el Musée d'art décoratif y el Musée Historique, destinado de recalcar el pasado francés de la ciudad.
Durante la Segunda Guerra Mundial, concretamente el 11 de agosto de 1944, el palacio sufrió graves daños por bombas británicas y estadounidenses. Después de la guerra, pronto se emprendieron medidas de restauración bajo la supervisión de los arquitectos Robert Danis (1879-1949) y Bertrand Monnet (1910-1989), pero en 1947 estalló un incendio y devastó una parte importante de las colecciones del Museo de Bellas Artes. Este incendio fue una consecuencia indirecta de los bombardeos: debido a la destrucción infligida en el palacio, el edificio había sufrido de humedades, que fueron tratadas con antorchas de soldadura, y el mal manejo de éstas causó el incendio.
La primera gran exposición de arte en el palacio, "L'Alsace française 1648–1948", fue inaugurada el 13 de junio de 1948 por Jean de Lattre de Tassigny, uno de los principales artesanos de la Liberación de Alsacia (1944-45). El evento tenía un fuerte carácter político al rememorar los 300 años de la conquista de la ciudad, a inicios del reinado de Louis XIV.
La reconstrucción y reacondicionamiento del palacio se prolongó hasta la década de 1950, y la restauración total no se completó hasta la década de 1990. En 1989 se redescubrió un gran trampantojo que representaba a la diosa romana Ceres tras capas de yeso y pintura blanca en el antiguo comedor, al este del Salón del Sínodo (ver abajo). Se cree que se ocultó en época napoleónica y se olvidó desde entonces.

### Eventos recientes

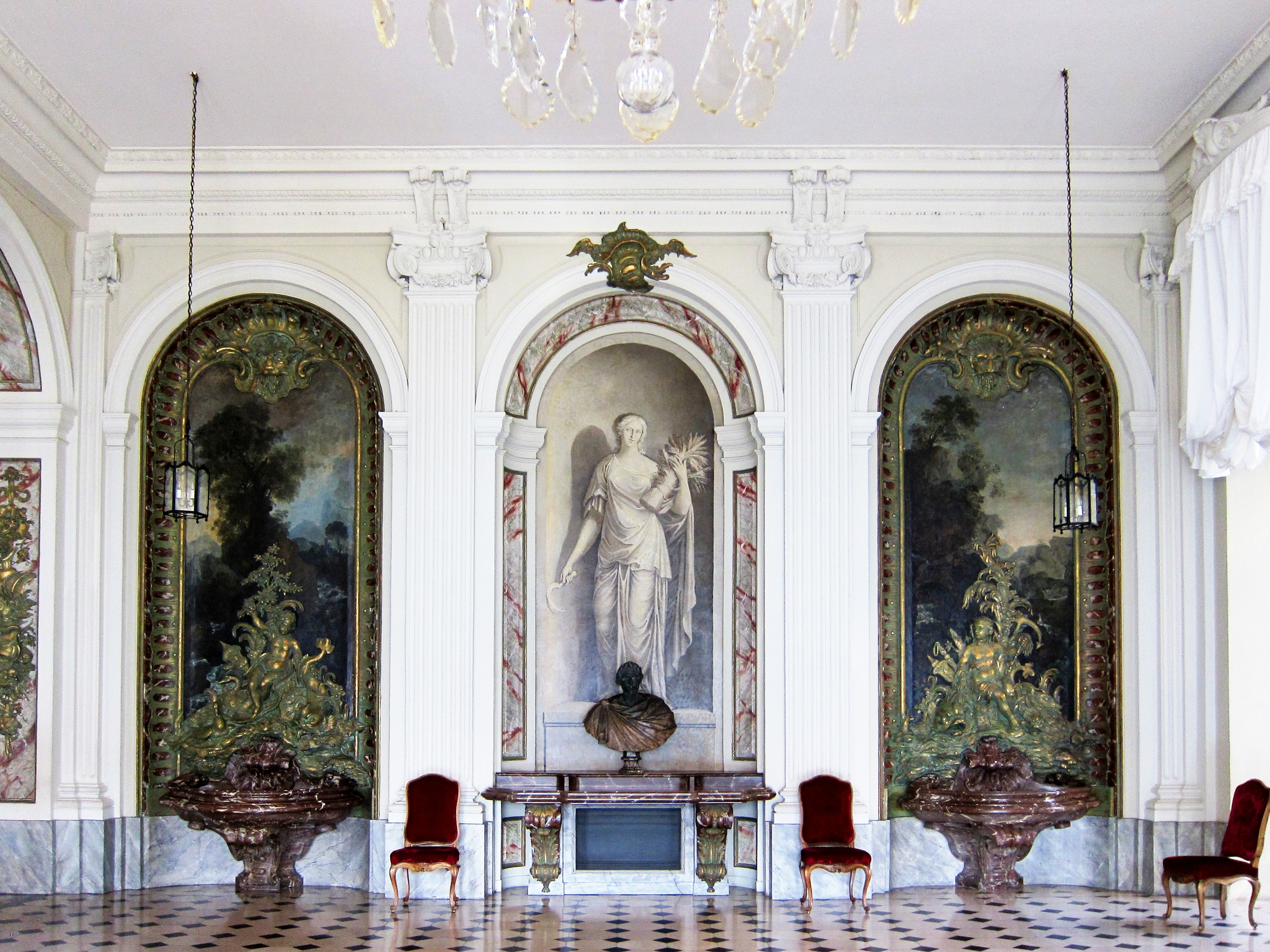
Fresco representando a Ceres, redescubierto en 1989.

En diciembre de 1989, el Palais Rohan acogió las cenas de los jefes de Estado y de Gobierno del Consejo Europeo, incluidos François Mitterrand, Helmut Kohl, Margaret Thatcher, Giulio Andreotti y Felipe González. Veinte años después, el 3 de abril de 2009, antes de la Cumbre de Estrasburgo-Kehl de 2009, fue el sitio de la primera reunión entre el presidente francés Nicolas Sarkozy y el recién reelegido presidente de los EE. UU. Barack Obama, así como sus esposas Carla Bruni y Michelle Obama. En el siglo XXI, el palacio fue el escenario de la cena oficial para los finalistas de la Fed Cup 2016, de las cenas de gala para el 20.º y el 25.º aniversario de Eurimages, así como de otras recepciones festivas, ya que se puede reservar para tales ocasiones en el municipio.
En 2015, del 26 de junio al 29 de noviembre, la Terrasse du Palais Rohan acogió las obras de los ganadores del concurso Verre et Architecture, organizado como parte de la Bienal Internacional del Vidrio. En 2015, también fue seleccionado en representación de la región Gran Este para participar en la elección de «Le Monument préféré des Français», organizada por el programa de televisión francés del mismo nombre, presentado por Stéphane Bern y transmitido por France 2. La votación de los internautas no le fue muy favorable, ya que ocupó el 19.º puesto.

## Arquitectura
Siguiendo el típico esquema del hôtel particulier, el visitante entra al palacio a través de un portal monumental en arco de triunfo coronado por estatuas que representan la Clemencia y la Religión. El portal da acceso al cour d'honneur, el patio principal, que tiene a izquierda y a derecha los edificios administrativos y utilitarios del palacio. El corps de logis tiene dos pisos, estando en origen la planta baja reservada para el obispo, y el piso para su personal.
La fachada principal tiene diecisiete vanos verticales, rodeando un cuerpo central con cuatro columnas adosadas y coronado por un frontón triangular. Al oeste hay una gran biblioteca con un único gran vano, lo que atenúa la simetría del conjunto. La fachada del patio es más íntima y cobra vida con pilastras. Dos alas cortas retiradas protegen los vestíbulos de entrada. Al norte, frente a la catedral, se abre el portal monumental con columnas entre dos suntuosos pabellones de ángulo.

El palacio Rohan
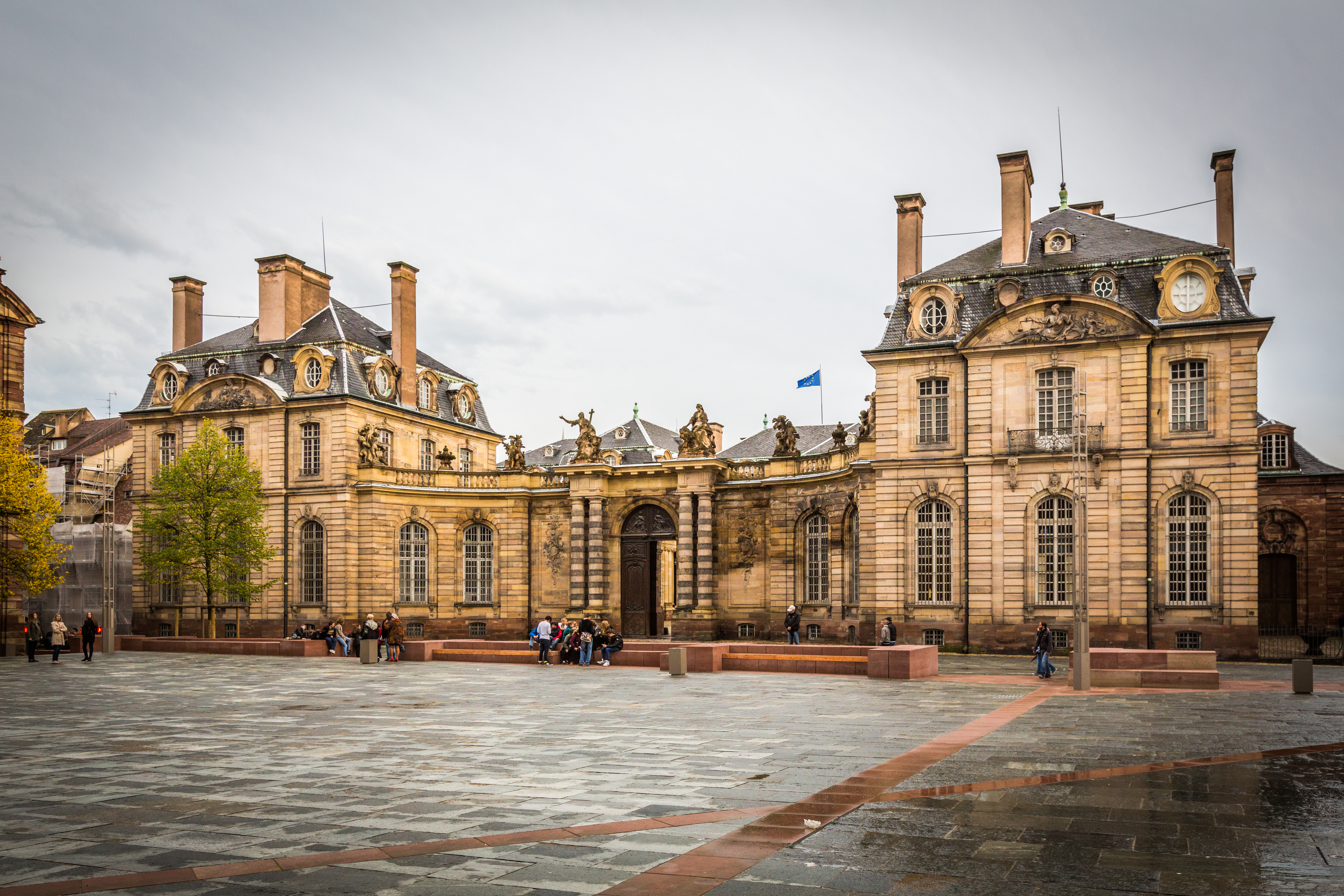
Entrada monumental
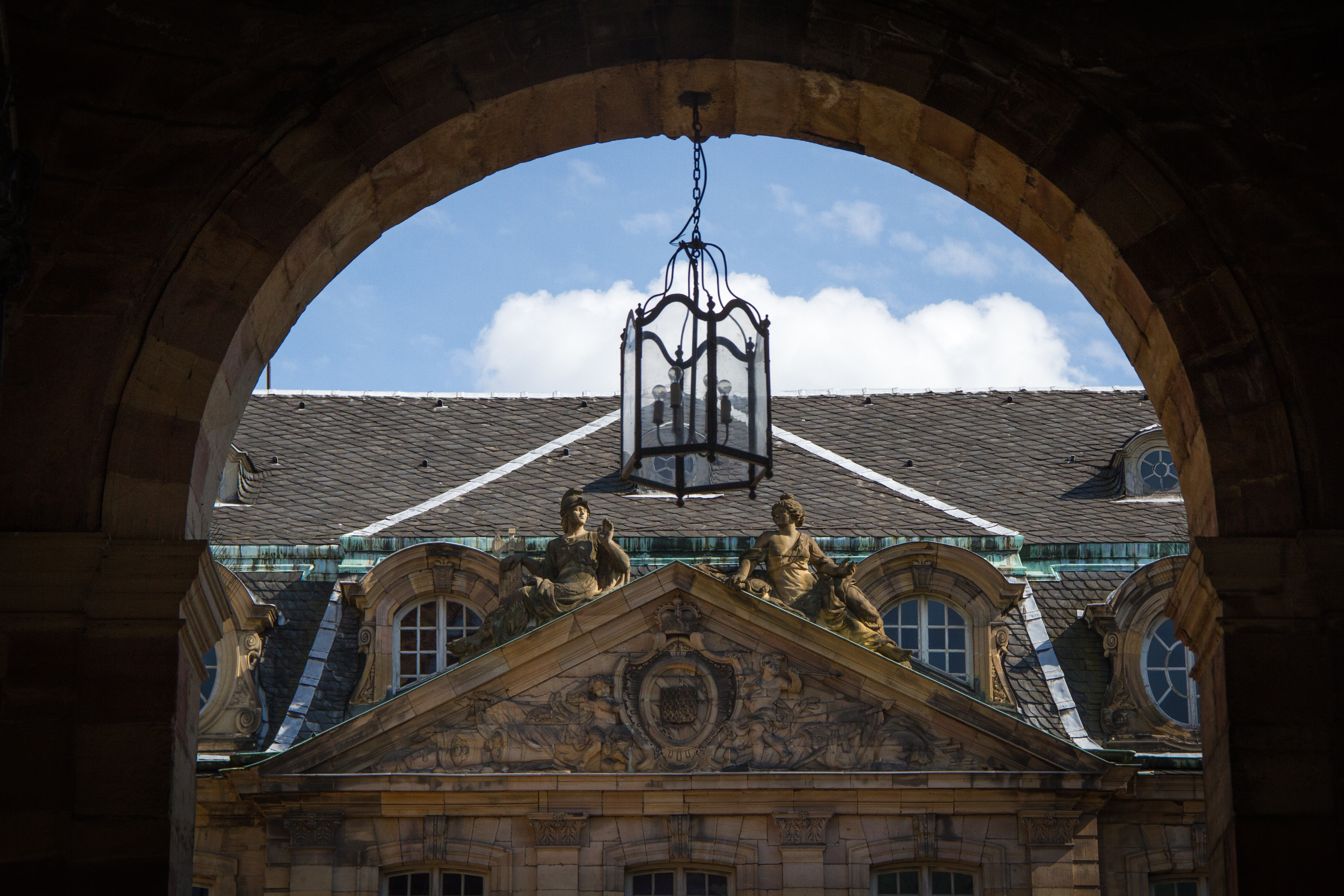
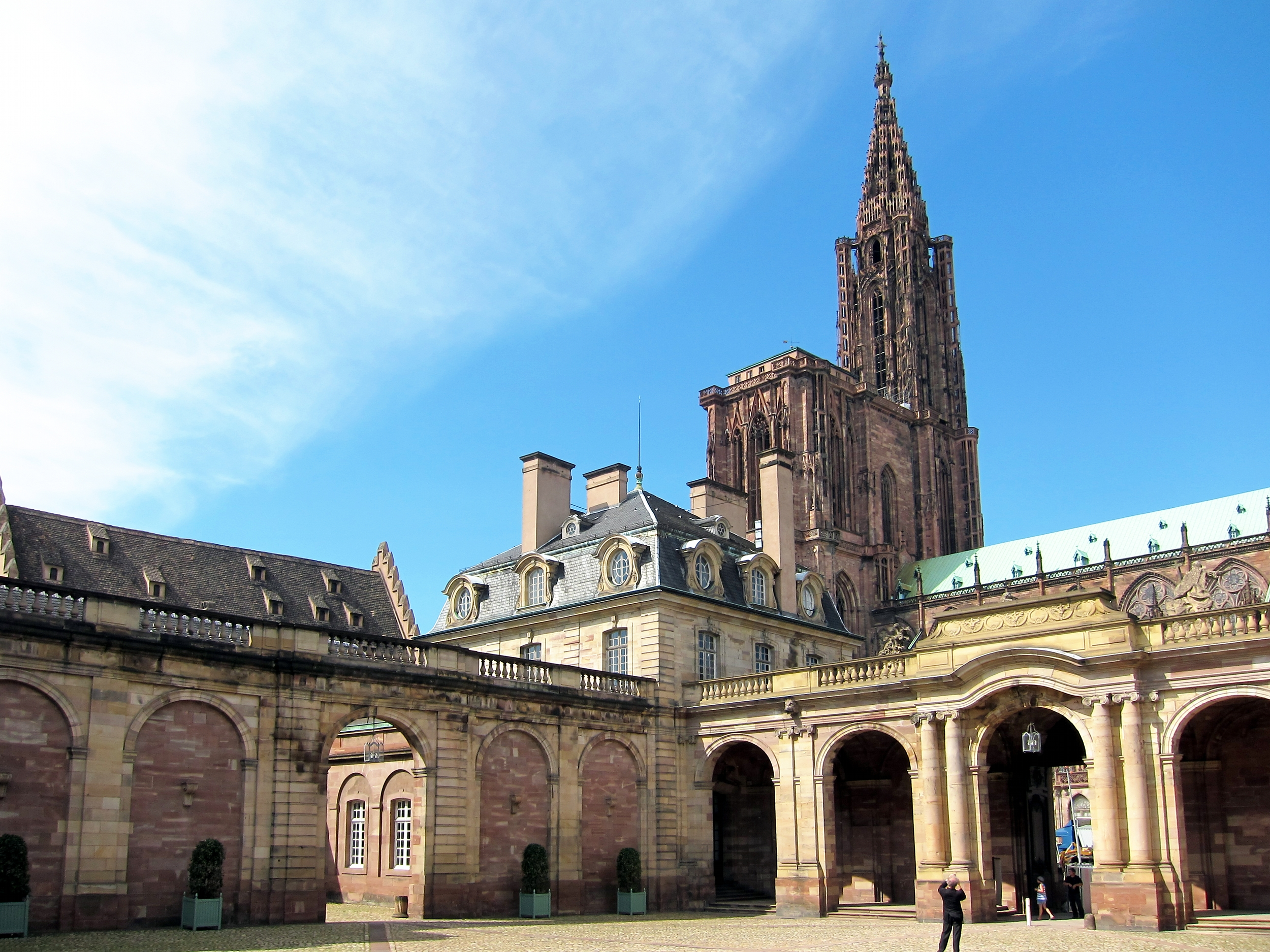
La catedral vista desde el patio del palacio
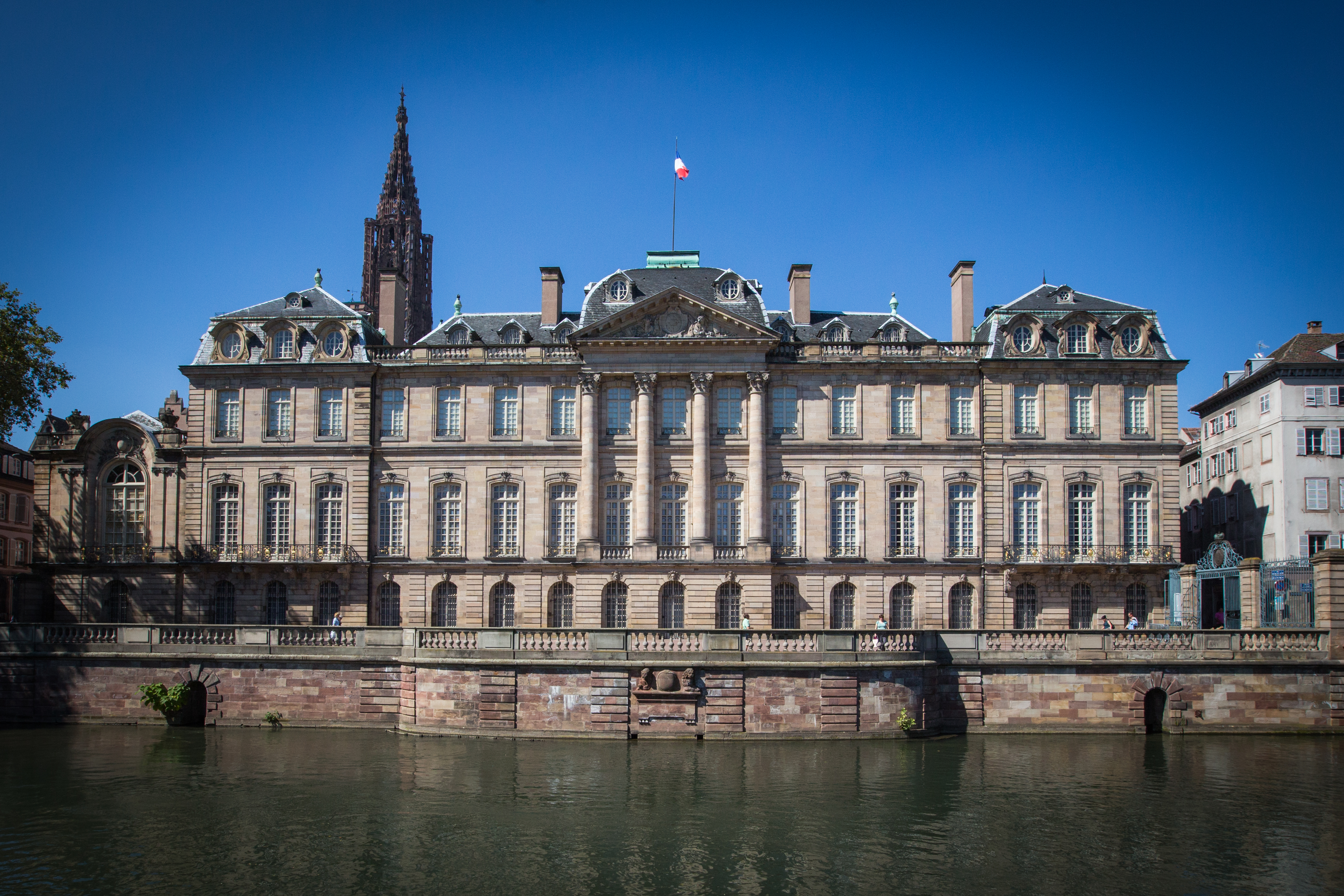
Fachada sobre el muelle del río Ill.

## Interiores

### Grandes apartamentos

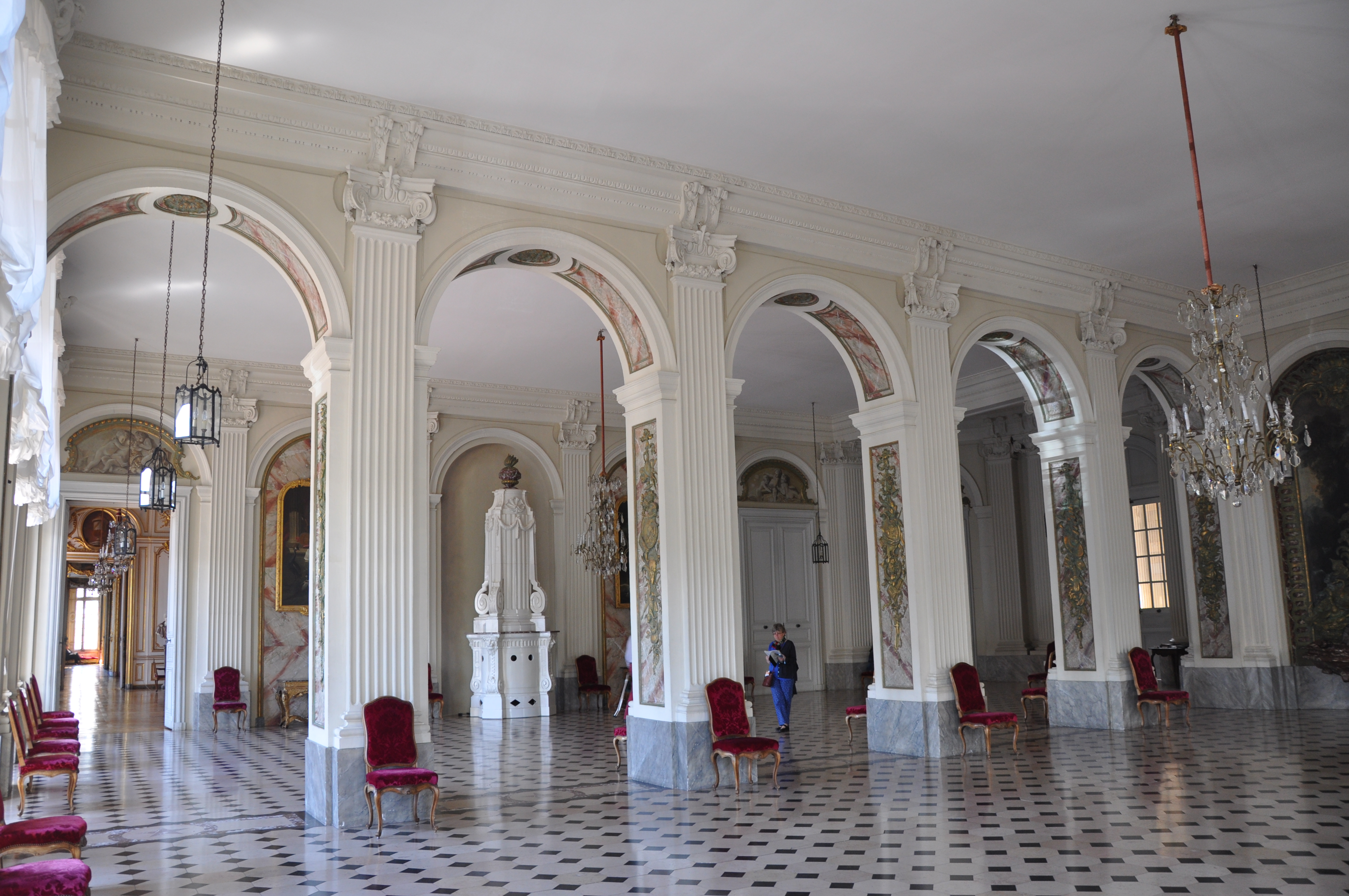
La sala del Sínodo.

Estos son los apartamentos de parada reservados para el rey o los invitados distinguidos que el cardenal recibía en su nombre. Están orientados al sur, hacia la terraza que da al río Ill.
Sala del Sínodo (Salle du Synode)la sala del Sínodo reúne en realidad dos salas gemelas, sala de la Guardia (Salle des gardes) y el Comedor (Salle à manger) separadas por arquerías. Los dos jarrones con tapa, en porcelana de China con decoraciones en azul y blanco, datan del final del período Ming, es decir, de la mitad del siglo XVII, y atestiguan, entre otras obras presentadas, el gusto del cardenal por las artes de Extremo Oriente.
Sala de los Obispos (Salon des évêques)a la manera del salón "de l'Œil-de-Bœuf" de Versailles, el salón de los Obispos juega el papel de segunda antecámara antes de la Cámara del Rey. En las boiseries blanco y oro bastante simples estaban encajados los retratos de los siete predecesores del cardenal y el suyo propio. Solo este fue preservado, los otros fueron destruidos en 1793 y fueron reemplazados más tarde por alegorías debidas a Joseph Melling. El palacio se había transformado en Ayuntamiento y la sala de los Obispos en salón de actos del ayuntamiento, encarnan seis virtudes cívicas: La Prudencia, La Paz, La Inmortalidad, La Concordia, El Celo y La Felicidad pública. Para algunos, los colores fríos y el dibujo muy sobrio marcan la evolución del pintor —estudiante de Boucher— hacia un estilo neoclásico, mientras que otros consideran estas obras «fades» (sosas) A diferencia de las pinturas, los ocho bustos de los emperadores romanos, copias del siglo XVII, han conservado su ubicación original deseada por el cardenal.
Cámara del rey (Chambre du roi)conocida como sala del Dais en el Antiguo Régimen, es una pieza de prestigio cuya función está directamente inspirada en la etiqueta utilizada en el château de Versailles: servir de escenario para la ceremonia de levantarse y acostarse del príncipe. Se distingue por sus boiseries de roble tallado, pintado y dorado, y su techo en estuco de estilo rococó. En el fondo de la pieza, la alcoba real se asoma por las tres ventanas que miran hacia el río Ill. Está enmarcada por columnas acanaladas pintadas en falso mármol, coronadas por capiteles corintios y conectadas por una balaustrada de blanco y oro. Tres tapices que forman parte de L'Histoire de Constantin [La historia de Constantino] —una serie de ocho tapices a partir de los cartones de Rubens presentes en el conjunto de los grandes apartamentos—, decoran el fondo de la alcoba. Adquiridos por el cardenal Rohan en 1738, provienen de los talleres parisinos del Faubourg Saint-Marcel. Las tablas en los paños de las entreventanas son originales de Pierre-Ignace Parrocel, un pintor de una gran familia de artistas de Aviñón que el cardenal llevó en 1740 en Roma, donde el joven se estaba formando. Estas obras representan a Jésus et la Samaritaine et La Tentation du Christ.
Salón de las Asambleas (Salon d'Assemblée)el gran tapiz mural es parte de la suite de ocho tapices de L'Histoire de Constantin que representa la  La Bataille du Pont-Molle (o batalla del puente Milvio).
Bibliotecaotros cuatro tapices que ilustran la vida de Constantino representando Le Mariage de Constantin La Boda de Constantino, L'Apparition du Chrisme [La aparición del Crisma], Sainte Hélène et la Vraie Croix [Santa Elena y la verdadera cruz] y Le Baptême de Constantin [El bautismo de Constantino]. Dos retratos de monarcas con trajes de coronación —Luis XIV y Luis XV— se enfrentan. Estas son copias de obras de Hyacinthe Rigaud, hechas por Pierre Legendre. El busto es el del cardenal de Rohan, ejecutado por Edmé Bouchardon en 1730.
Capillala capilla está junto a la biblioteca. Tiene una decoración de scagliola policromada y con tres copias según Le Corrège confiadas a Robert de Séry (1686-1733): La Nativité [La Natividad], La Vierge avec saint Jérôme et sainte Madeleine [La Virgen con San Jerónimo y Santa Magdalena] y Le repos pendant la fuite en Égypte [El descanso durante la huida en Egipto] (1724). La alfombra, de inspiración turca, fue completada por la manufacture d'Aubusson en 1743. Lleva las armas del cardenal de Rohan.

Los grandes apartamentos
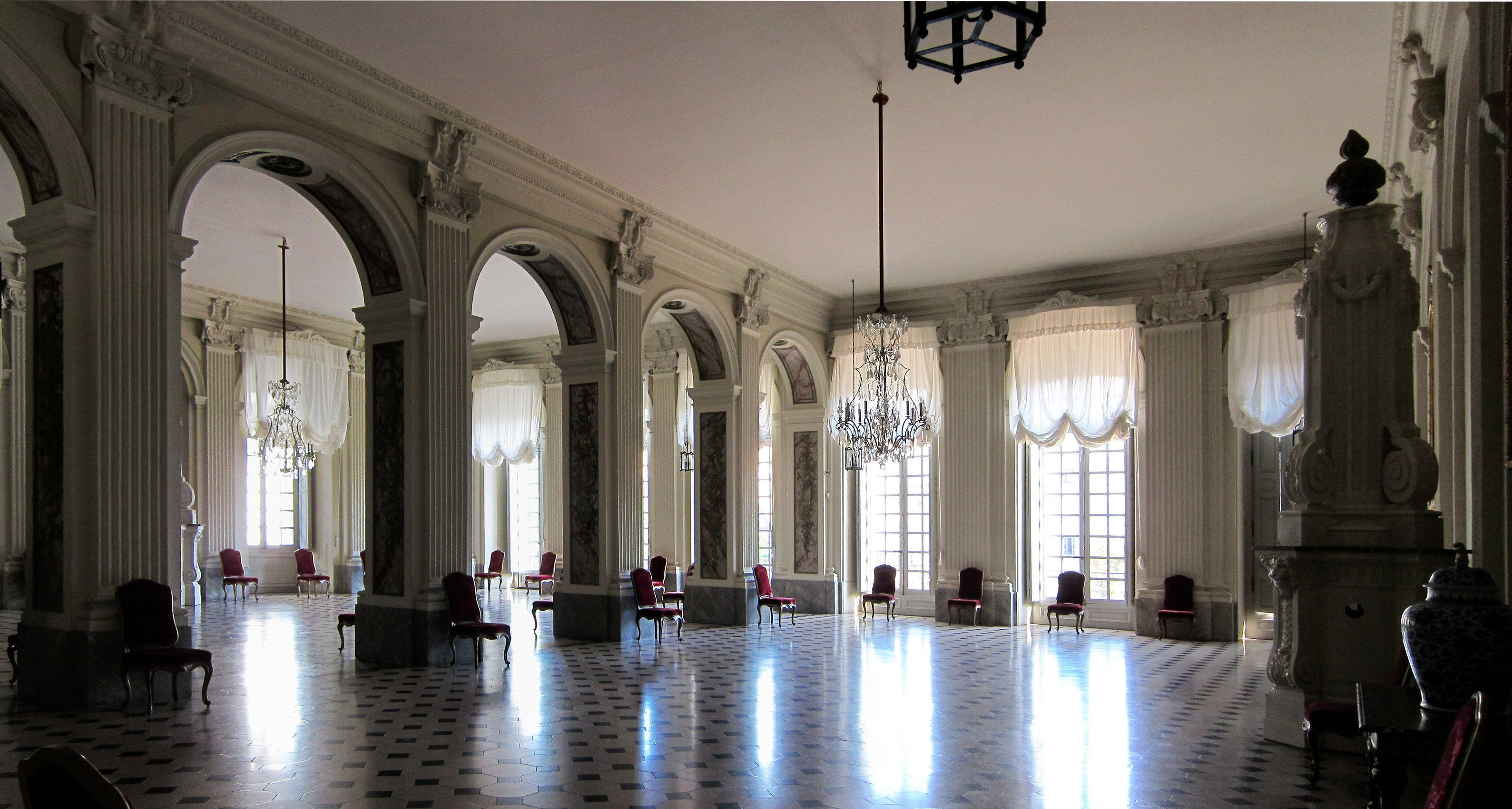
Sala del Sínodo
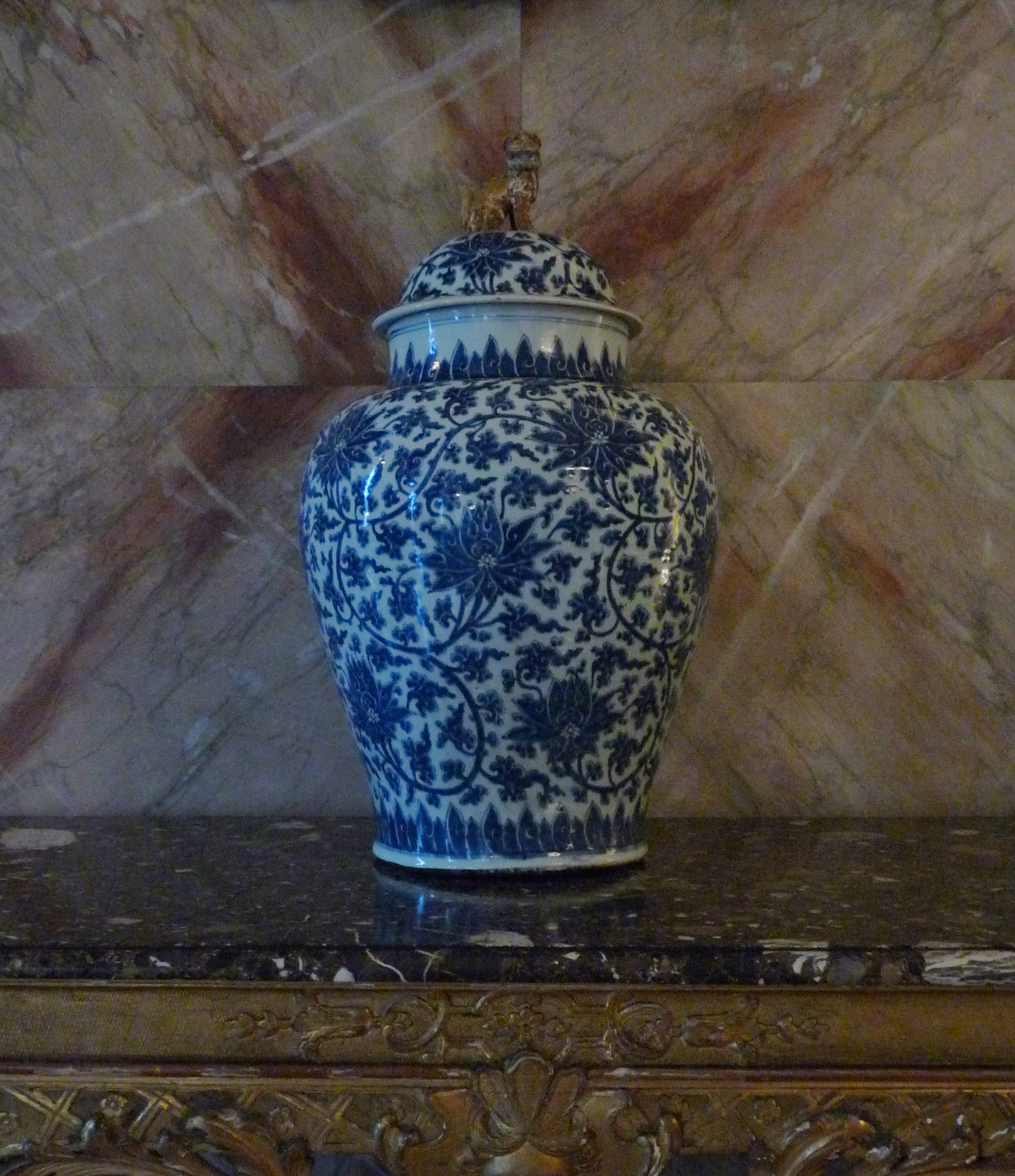
Vaso Ming
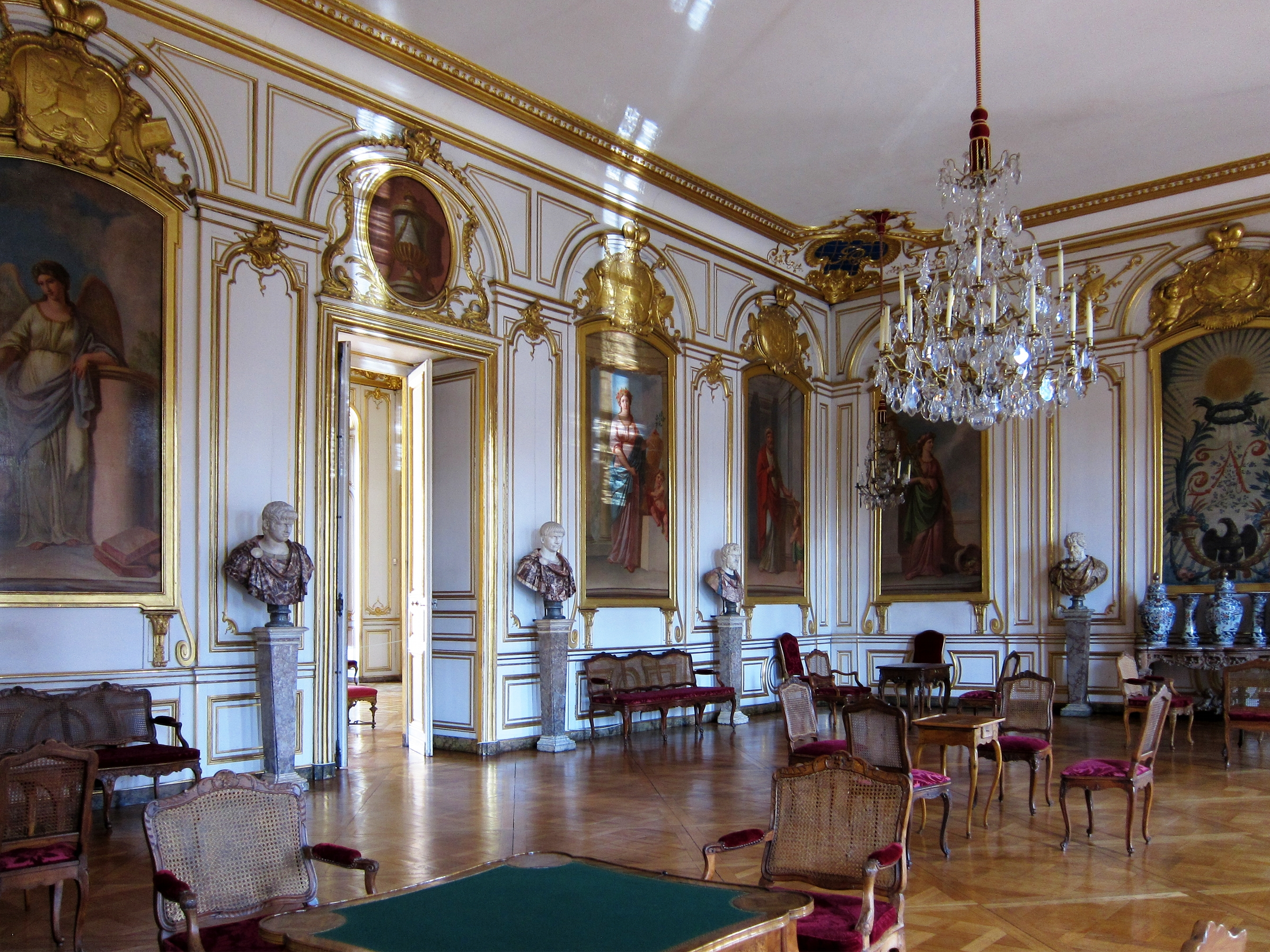
Salon de los Obispos
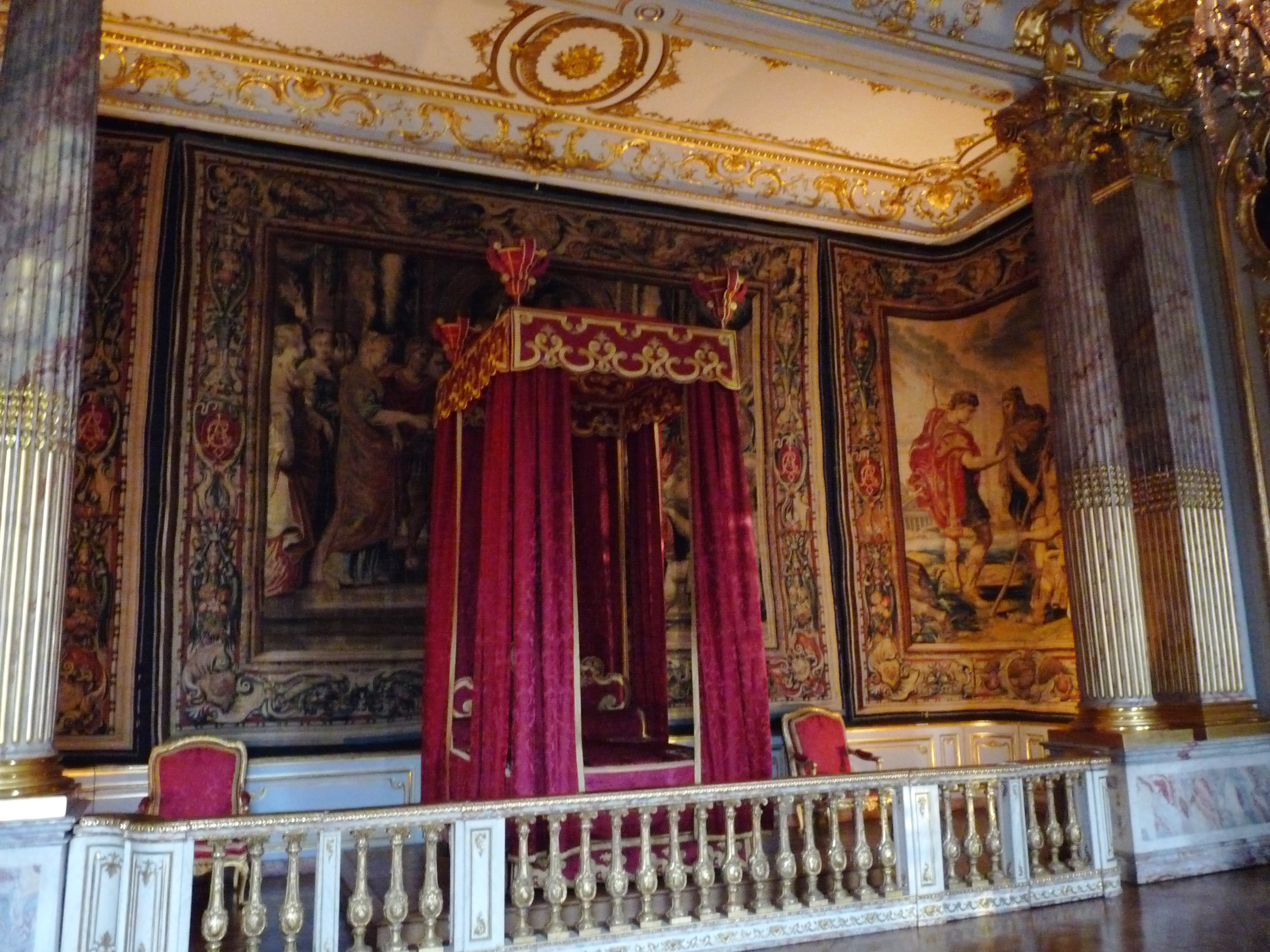
Cámara del rey
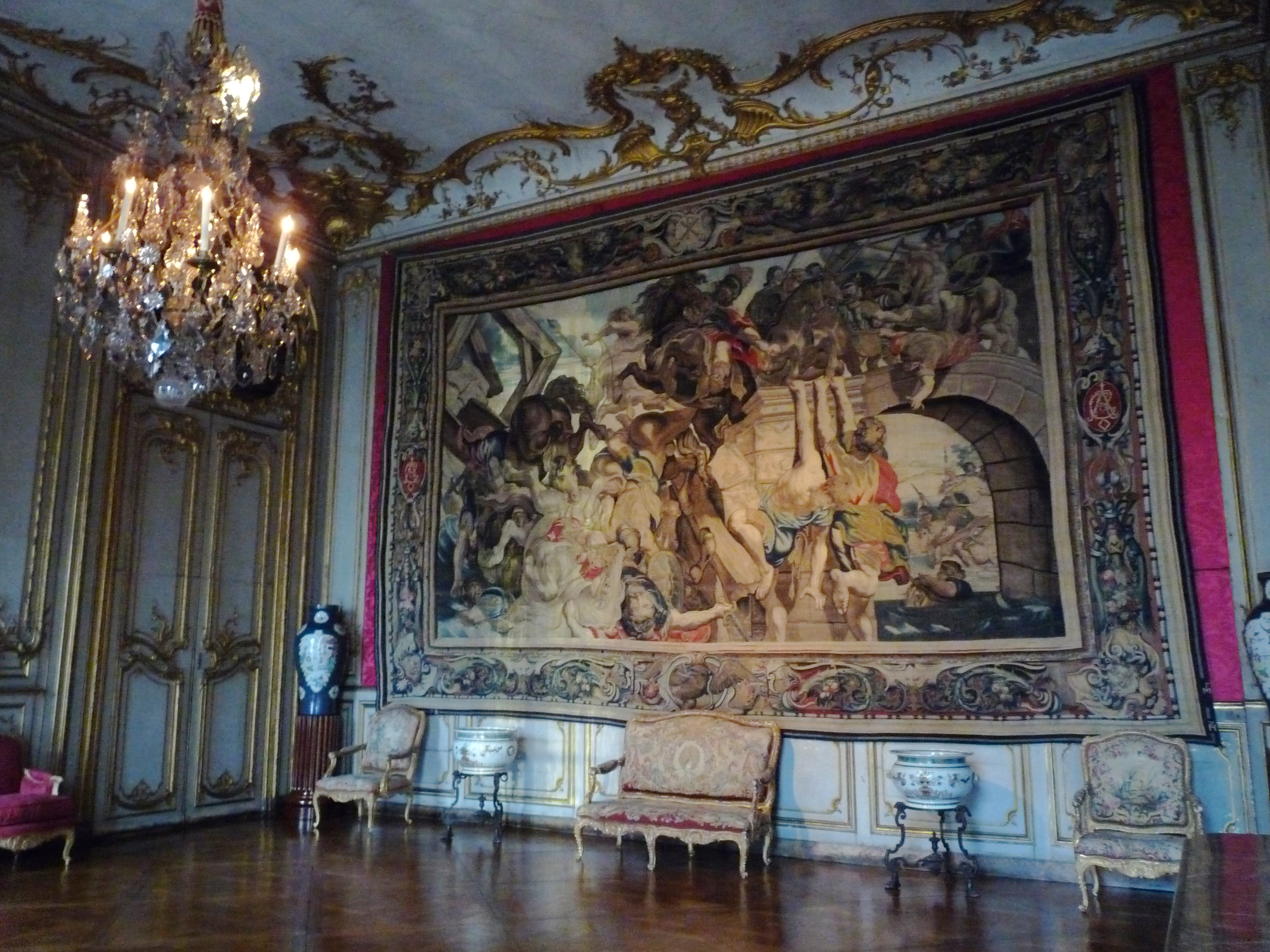
Salón de las Asambleas
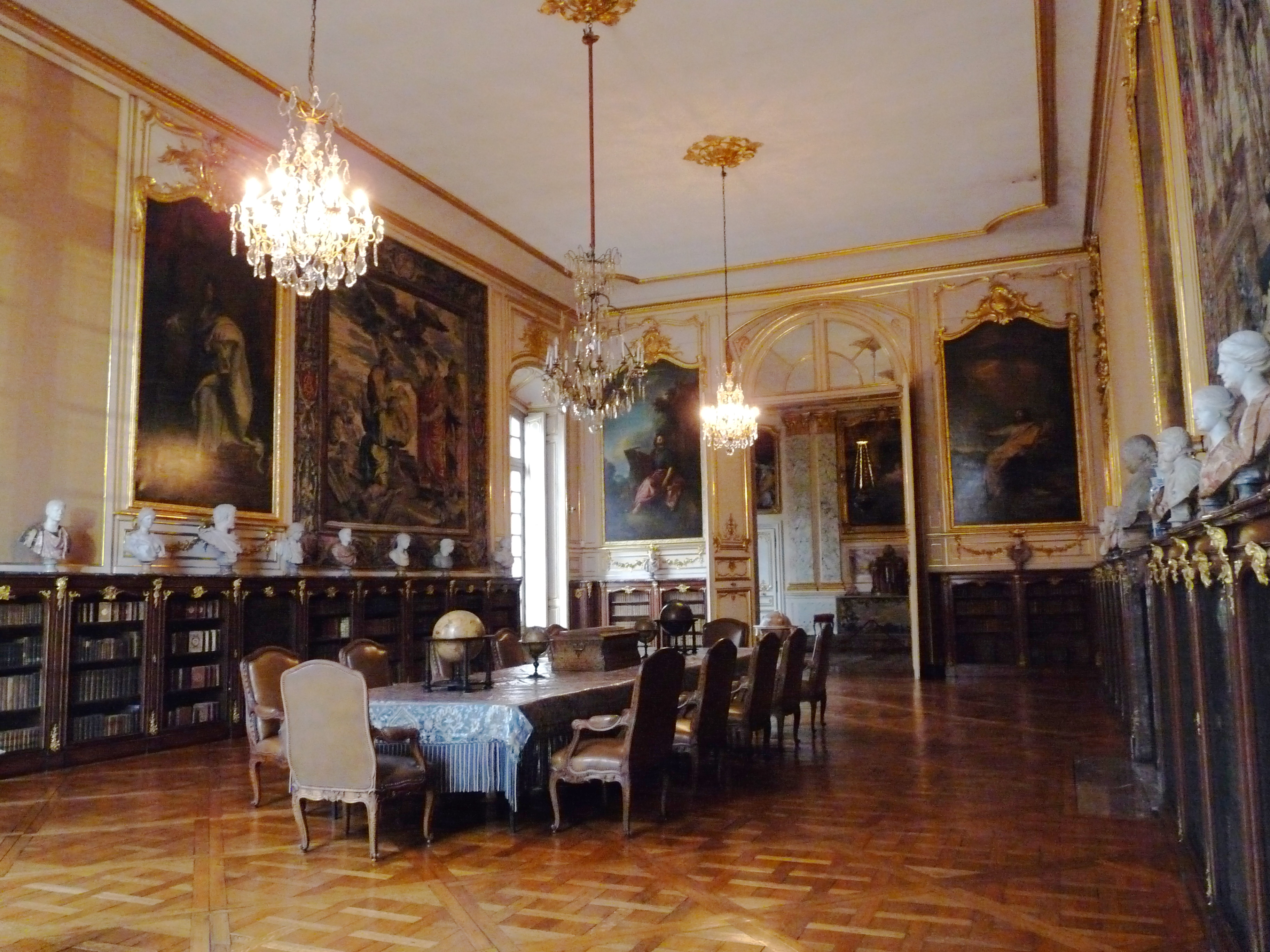
Biblioteca
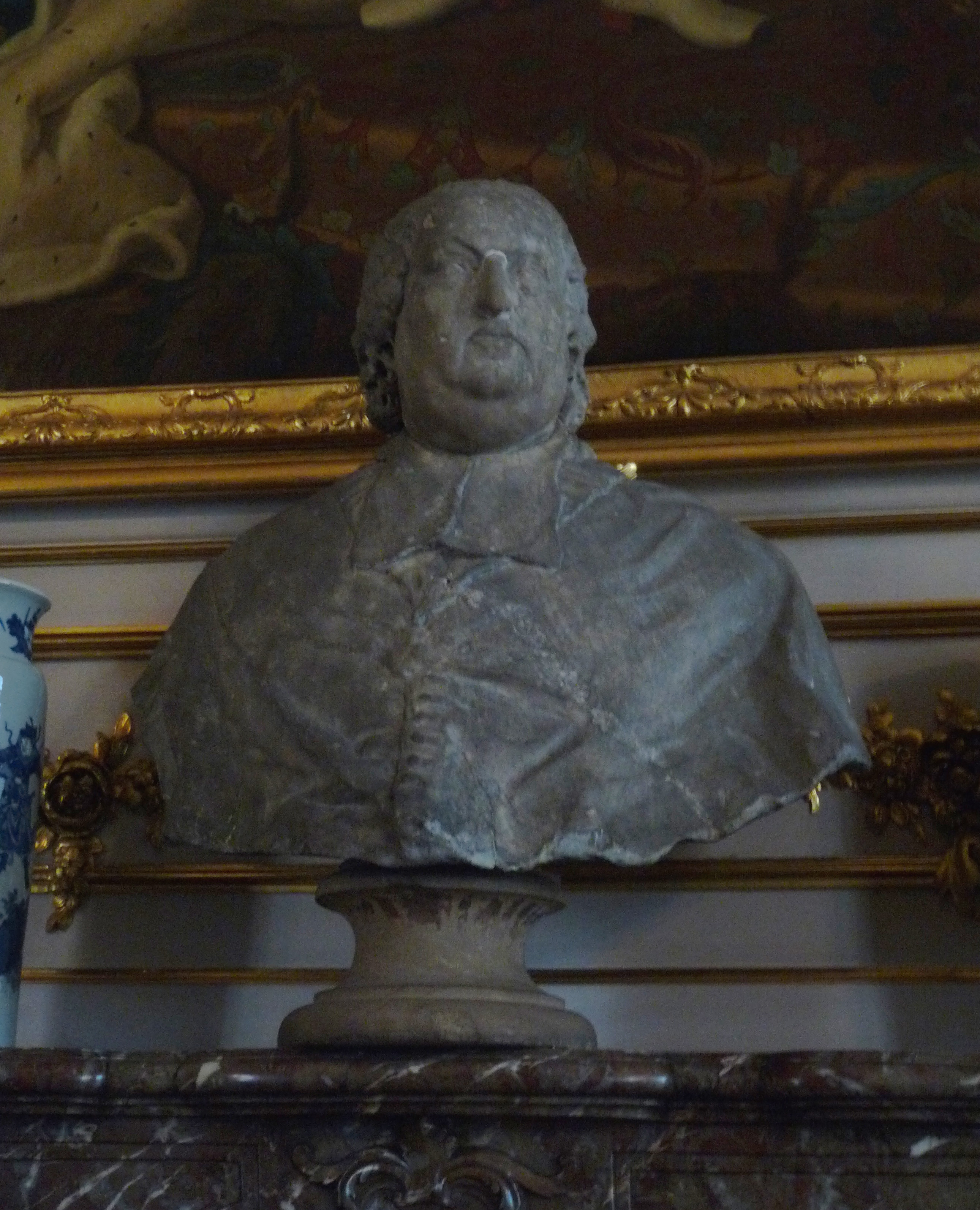
Busto del cardenal de Rohan, de Edmé Bouchardon
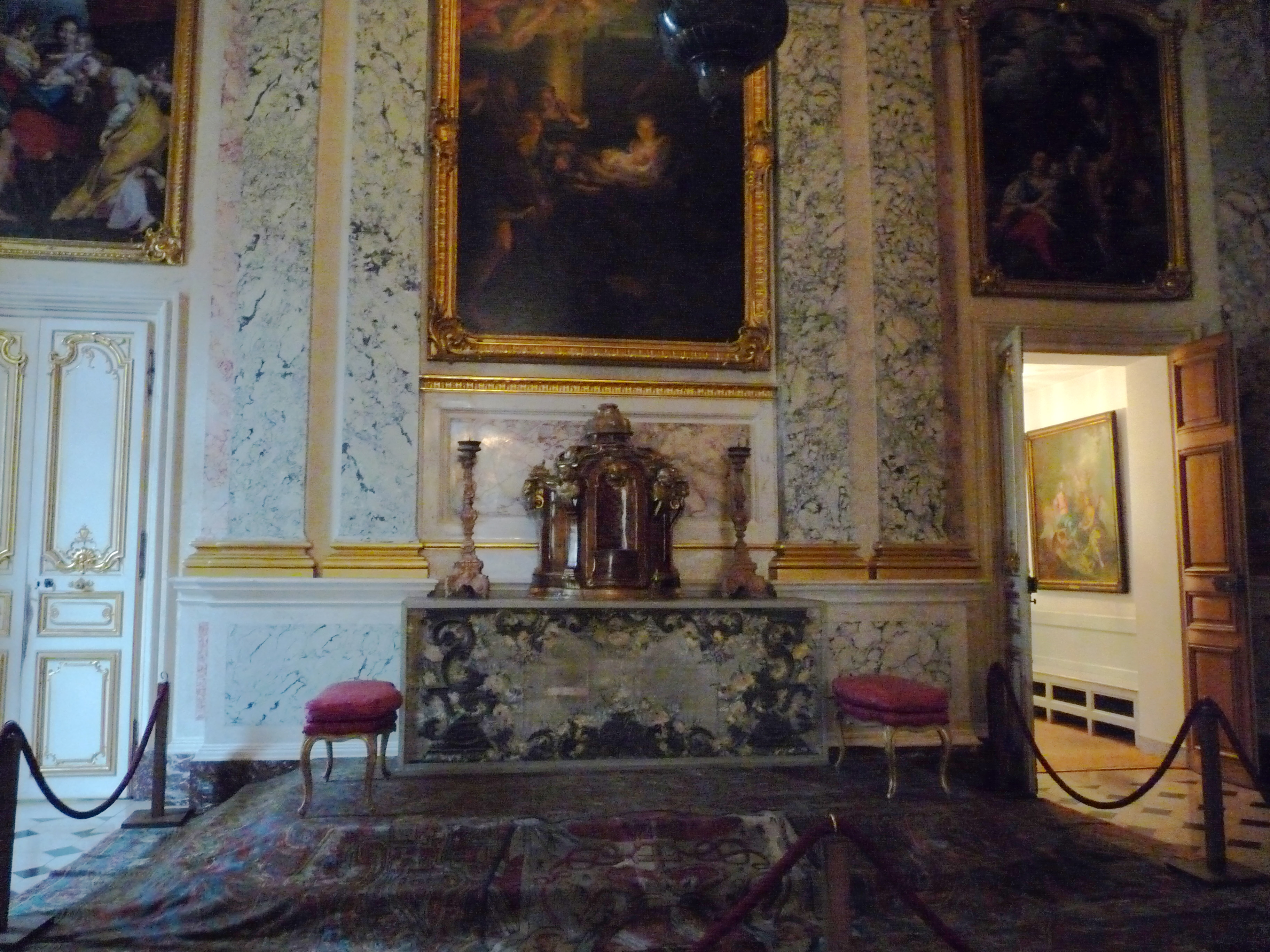
Altar de la capilla

### Pequeños apartamentos
Los apartamentos del príncipe-obispo están orientados hacia el norte, en el lado del patio principal.
Antecámara del obispo (Antichambre du prince-évêque)esta pieza servía de antecámara al departamento privado bajo los cardenales, y luego de un pequeño comedor bajo el Primer Imperio. Severamente dañada durante el bombardeo de 1944, ha sido objeto de extensos trabajos de restauración y no ha conservado su mobiliario. En particular, la antigua estufa fue reemplazada por una estufa de fayenza similar, en forma de obelisco, de la fábrica Acker de Estrasburgo, de alrededor de 1771..
Dormitorio de Napoleon (Chambre à coucher de Napoléon I.er)primero gabinete del príncipe-obispo, esta sala tomó el nombre de  «chambre à coucher de Napoléon I.er» bajo el Primer Imperio. Varios invitados distinguidos se habrían quedado allí: Napoleón en 1805, 1806 y 1809; Carlos X del 7 al 8 de septiembre de 1828; el rey-ciudadano Louis-Philippe del 18 al 21 de junio de 1831. Del nuevo mobiliario diseñado por Jacob-Desmalter en 1807 no se conserva más que la cama. En 1809, el ebanista parisino también realizó los asientos que amueblaron primero el salón de compañía de la Emperatriz en el primer piso. Según la misma fuente, el emperador nunca habría ocupado esta habitación.
Gabinete del hotel de Oesinger (Cabinet de l'hôtel Oesinger)restauradas, las boiseries proceden del primer piso de la casa habitada en el siglo XVIII por el industrial François-Daniel Oesinger en la Grand-Rue, 140. La chimenea es la del salón de la casa donde vivía el profesor Christophe-Guillaume Koch en el 8 de Finkwiller Quay. La alfombra se hizo en Anatolia del Este en el siglo XVII. El retrato es el de Nicolas François Coliny (1710-1776), médico en Estrasburgo. Fue realizado por Charles-Alexis Huin (1735-1796) en Estrasburgo en 1773.
Las piezas principales de esta suite episcopal se complementan con guardarropas, lugares de desahogo y una escalera de corredor que se comunica con la capilla.

Les petits appartements
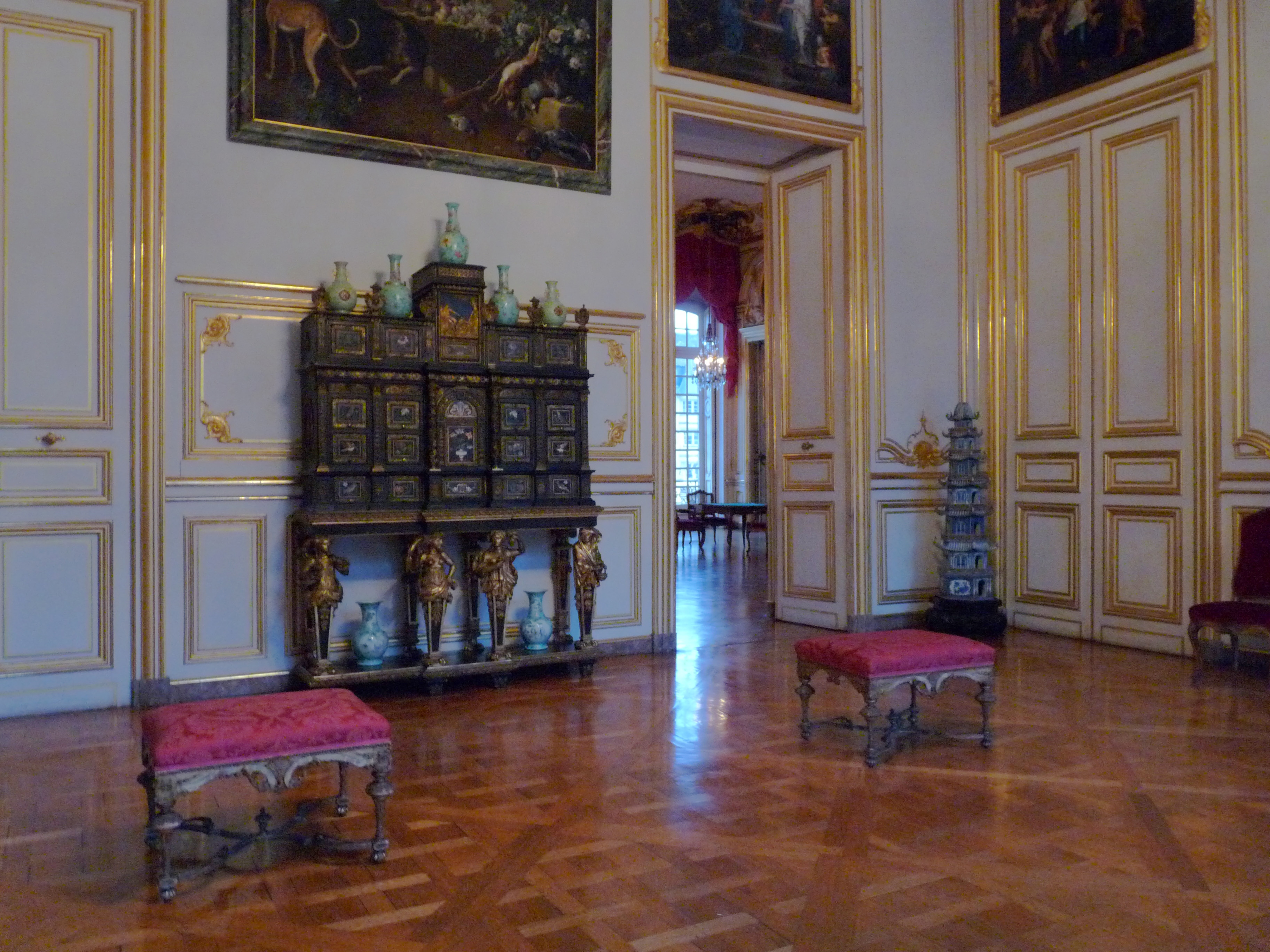
Antecámara del príncipe-obispo
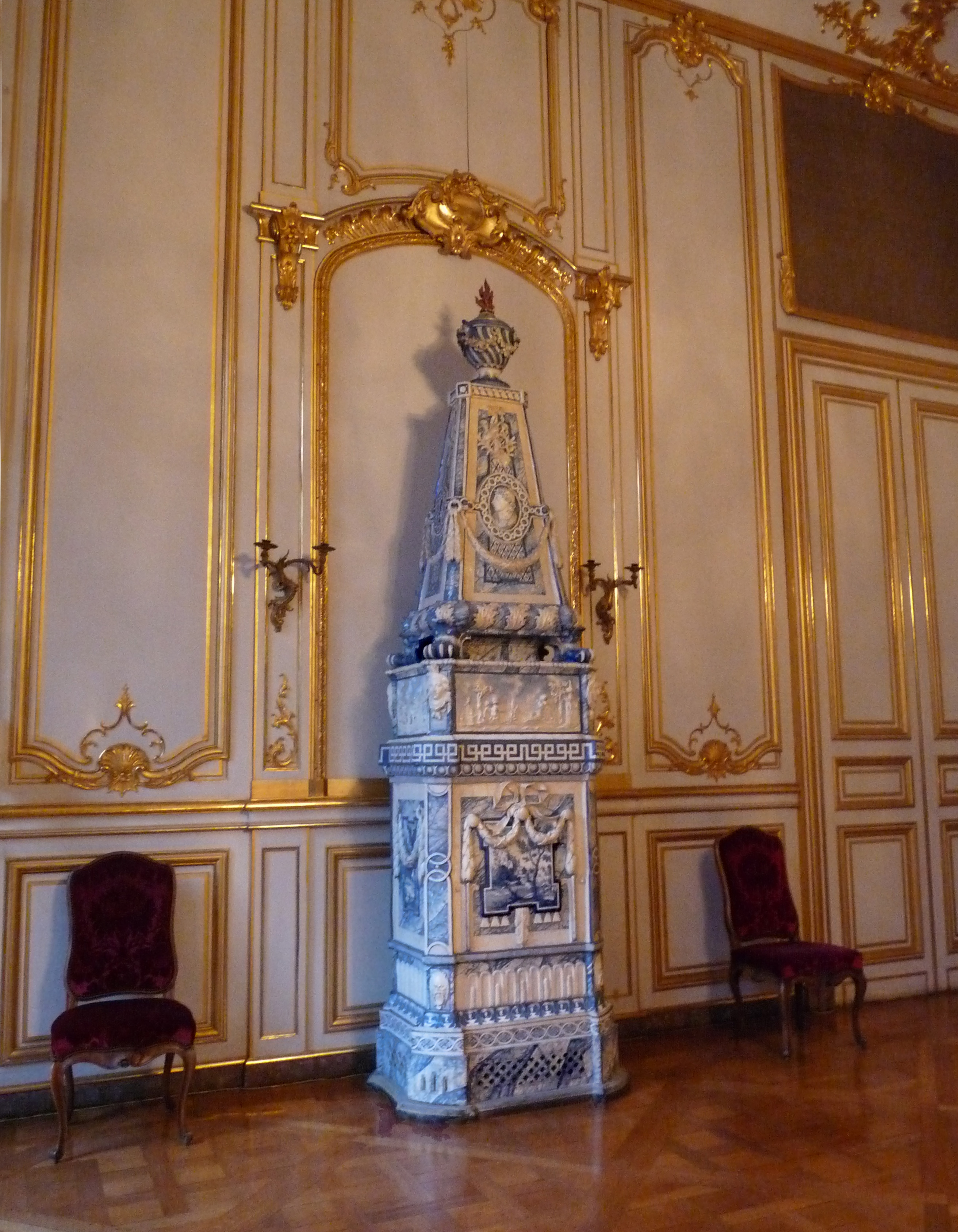
Estufa de fayenza Acker (ca. 1771)
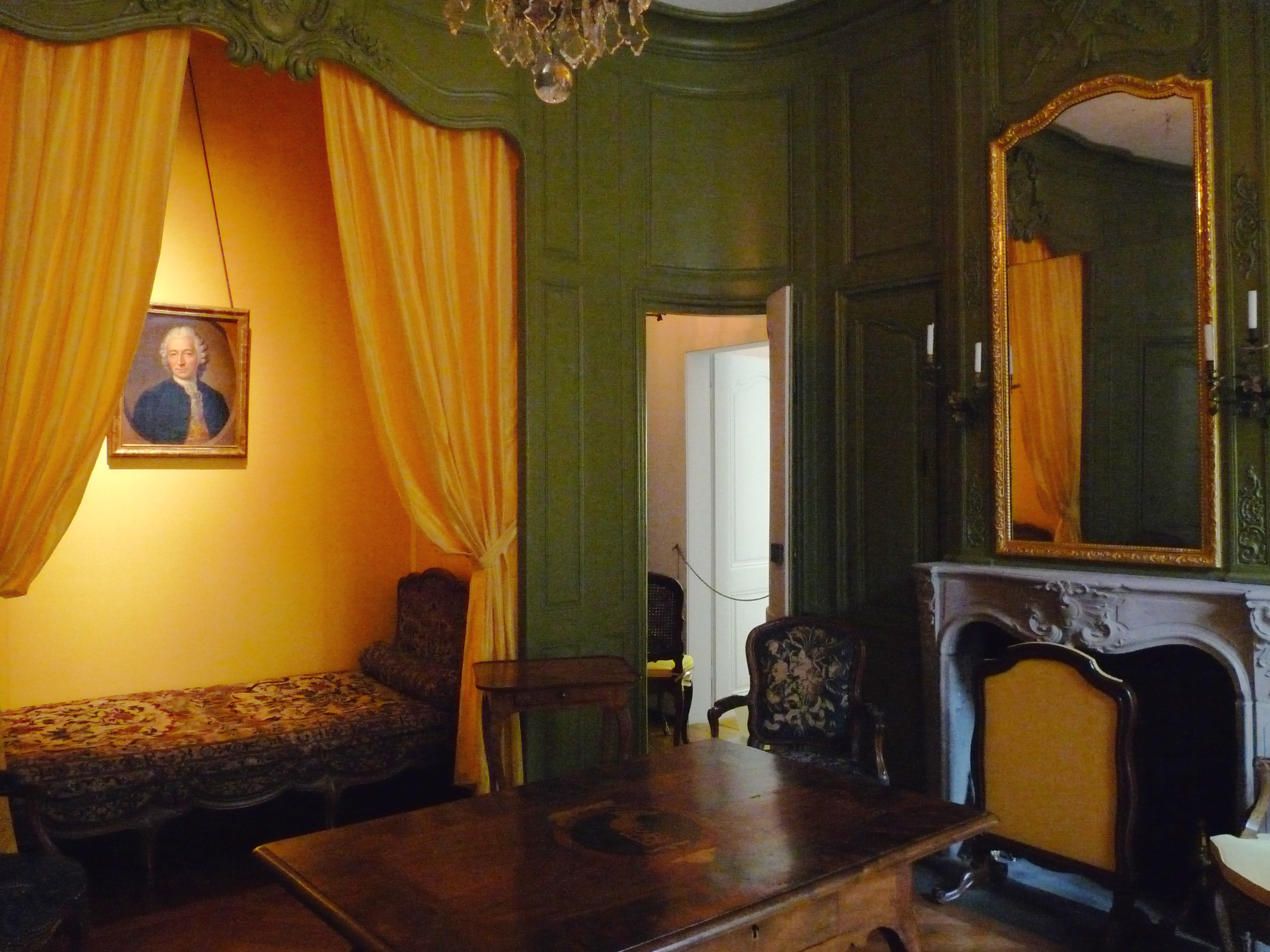
Gabinete del hôtel Oesinger

## Museos

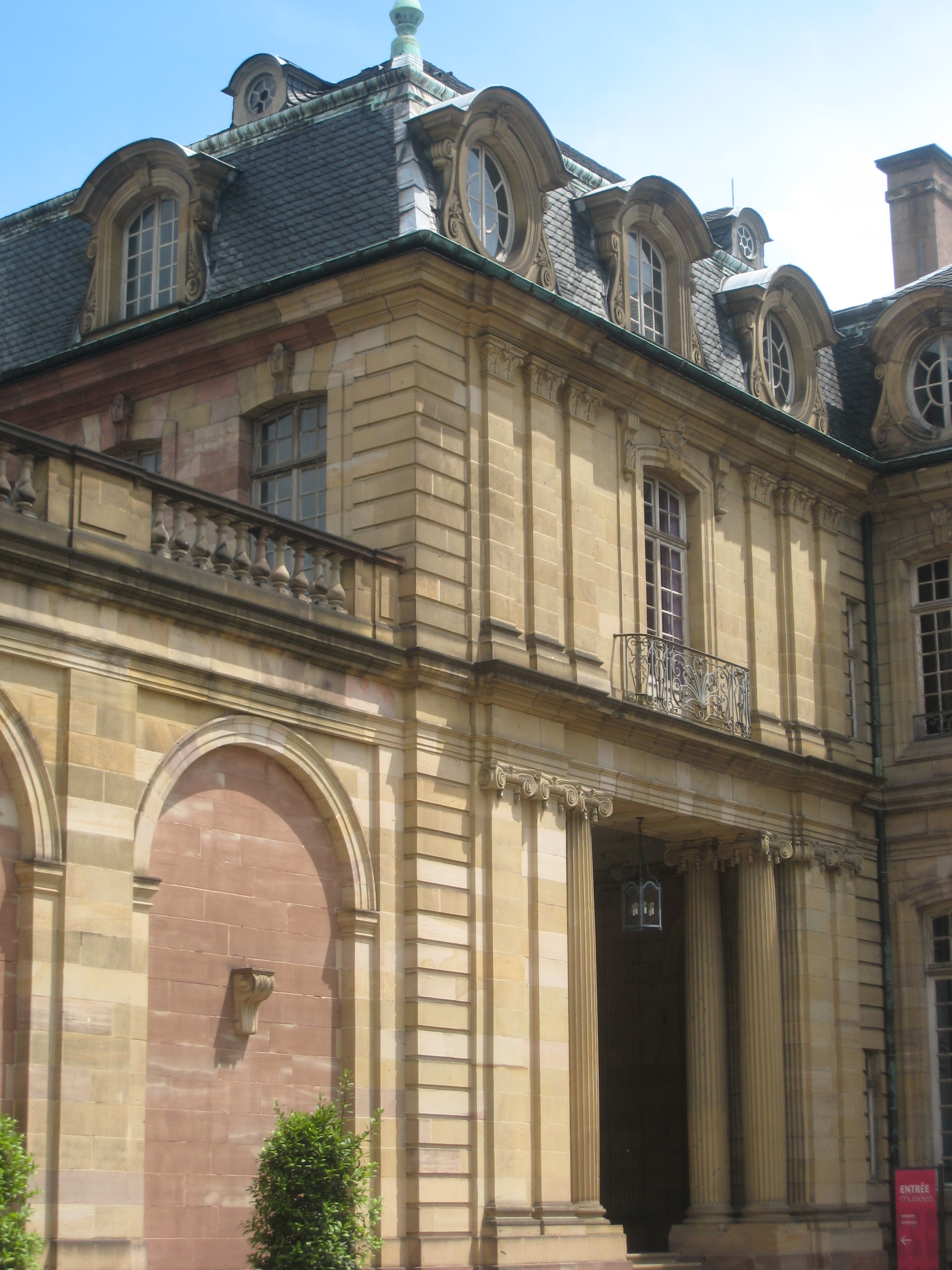
Entrada a los museos (en 2008).

El palacio alberga hoy tres museos diferentes además del propio palacio, lo que permite visitar los apartamentos y las salas de aparato. 

### Musée des beaux-arts
El  Musée des beaux-arts (Museo de Bellas Artes), en el primer y segundo piso del palacio, es el sucesor del Musée de peinture et de sculpture(Museo de pintura y escultura), establecido en 1803 y completamente destruido por los bombardeos de la artillería de Prusia y el violento fuego posterior durante la noche del 24-25 de agosto de 1870. El nuevo museo fue inaugurado en 1899. Las colecciones presentan una visión general del arte europeo del siglo XIII al 1871, con un peso considerable del arte italiano, así como de la pintura flamenca y holandesa, con artistas como Hans Memling, Correggio, Anthony van Dyck, Giotto, Pieter de Hooch, Botticelli, Jacob Jordaens, Tintoretto y Canaletto, entre muchos otros, así como piezas aisladas de El Greco, Corot, Goya, Rubens. Las colecciones de arte del Alto Rin hasta 1681 (Baldung, Hemmel, Stoskopff, Witz y otros) habían sido trasladadas al dedicado Musée de l'Œuvre Notre-Dame en 1931.

### Musée des arts décoratifs
El Musée des arts décoratifs (Museo de artes decorativas) se encuentra en la planta baja. Se estableció en su forma actual en los años 1920-1924, cuando las colecciones del Kunstgewerbe-Museum Hohenlohe, originalmente establecido en 1887, se reubicaron en el ala de establos adyacente a los apartamentos del palacio. Las colecciones habían estado previamente en el edificio renacentista del antiguo matadero municipal Grandes Boucheries o Große Metzig, que ahora alberga el Museo Histórico de Estrasburgo. El Musée des arts décoratifs sufrió los bombardeos de la Segunda Guerra Mundial de 1944, pero el edificio se ha restaurado y las colecciones se han reabastecido. Además del mobiliario y de la decoración de los apartamentos de los cardenales, las colecciones se centran en la producción local de porcelana (fayenza de Estrasburgo), plata dorada (vermeil) y relojería, con piezas originales del medieval reloj astronómico de Estrasburgo, incluido el gallo autómata de 1354. La sala de estar reconstruida de un antiguo hôtel particulier, el Hôtel Oesinger de la década de 1750, muestra in situ muebles del siglo XVIII en una escala más íntima que las habitaciones del palacio.

### Musée archéologique
El Musée archéologique (Museo Arqueológico) está en el sótano. Las antiguas colecciones arqueológicas de la ciudad habían sido completamente destruidas, junto con la biblioteca municipal, durante el sitio de Estrasburgo en 1870. Una nueva colección se inició en 1876 en nombre de la «Sociedad para la conservación de los Monumentos históricos de Alsacia»  (en francés: Société pour la conservation des Monuments historiques d'Alsace, en alemán: Gesellschaft zur Erhaltung der geschichtlichen Denkmäler im Elsass). Se trasladó al palacio en 1889, se abrió por primera vez al público en 1896 y se trasladó a su ubicación actual en 1907. El museo muestra hallazgos encontrados el norte de Alsacia desde la Era Paleolítica hasta la dinastía merovingia, con un enfoque especial en Argentoratum. Este museo es uno de los más ricos de Francia en su campo, el de "Antigüedades nacionales". Reabierto en 1992 después de un refacondicionamiento museográfico completo de sus colecciones, propone descubrir el pasado más distante de Alsacia, desde la prehistoria (- 600 000 años) a los albores de la Edad Media (800 d. C.). 